# 1997년 10월
| 1997년: 1월 · 2월 · 3월 · 4월 · 5월 · 6월 · 7월 · 8월 · 9월 · 10월 · 11월 · 12월 |

| <          | 1997년 10월 | 1997년 10월 | 1997년 10월 | 1997년 10월 | 1997년 10월  | >          |
| 일         | 월          | 화          | 수          | 목          | 금           | 토         |
|            |             |             | 1 8.30 병자 | 2 9.1 정축  | 3 2 무인     | 4 3 기묘   |
| 5 4 경진   | 6 5 신사    | 7 6 임오    | 8 7 계미    | 9 8 갑신    | 10 9 을유    | 11 10 병술 |
| 12 11 정해 | 13 12 무자  | 14 13 기축  | 15 14 경인  | 16 15 신묘  | 17 16 임진   | 18 17 계사 |
| 19 18 갑오 | 20 19 을미  | 21 20 병신  | 22 21 정유  | 23 22 무술  | 24 23 기해   | 25 24 경자 |
| 26 25 신축 | 27 26 임인  | 28 27 계묘  | 29 28 갑진  | 30 29 을사  | 31 10.1 병오 |            |

| 편집하기 |

## 1997년10월 15일
- 카시니-하위헌스 호가 토성을 향해 발사되다.

## 1997년10월 6일
- 제주도에서 제42회 아시아 태평양 영화제 개막식이 열렸다.

## 1997년10월 9일
- 대한민국의 여강미디어그룹에서 소속한 인쇄 기업인 여강인쇄주식회사를 설립하였다.

## 1997년10월 1일
- 《훈민정음》과 《조선왕조실록》이 유네스코가 정한 세계기록문화유산으로 등록되었다.